# Kommissarie Battle
Kommissarie Battle är en fiktiv karaktär skapad av Agatha Christie som förekom i fem av hennes romaner.

## Romaner med kommissarie Battle
Han förekommer som detektiv i följande romaner:
- Hemligheten på Chimneys (1925)
- De sju urens mysterium (1929)
- Korten på bordet (1936, med Hercule Poirot, Ariadne Oliver och Överste Race)
- Mord är lätt (1939)
- Klockan K (1944)

## Polisdetektiven
Battle är känd för sitt tröga sunda förnuft och noggranna hantering av information under ärendets gång. Han förlitar sig delvis på den allmänna uppfattningen att polisdetektiver är dumma eller fantasilösa, när han har en god uppfattning om vad som händer. Hans mustasch är imponerande, även vad gället Hercule Poirot. Fram till Klockan K vet läsaren ingenting om hans hemmaförhållande (med undantag för en kommentar i Hemligheten på Chimneys, där han nämner att han är "mycket fäst vid Mrs Battle"), men i denna roman får vi veta att han har en fru och fem barn, varav det yngsta (Sylvia) omedvetet ger en viktig ledtråd till mysteriet. I Hercule Poirot-romanen Klockorna antyds det att den pseudonyma hemliga agenten Colin Lamb är son till den nu pensionerade Battle.
Battle har också ett hemligt yrkesliv som avslöjas i upplösningen av De sju urens mysterium, men detta nämns aldrig igen. I denna roman säger han att "Hälften av de människor som tillbringade sina liv med att undvika att bli överkörda av bussar borde bli överkörda och säkert undanröjda. De är inte bra."
Liknande uttalanden görs av major Despard i Korten på bordet och Michael Rodgers i Oändlig natt och kan också tillskrivas Christie själv.
Battle är i många avseenden typisk för Christies poliser, eftersom de (liksom kommissarie Japp) är mer försiktiga och intelligenta än poliserna i den tidiga detektivromanen, som bara hade tjänat som kontraster för amatördetektivens briljans.